# José Concepción Rodríguez
José Concepción Rodríguez, más conocido como El Concho Rodríguez, es un futbolista mexicano retirado que jugaba en la posición de delantero. Militó en el León AC y en el Club Deportivo Guadalajara.
Su inicio como jugador fue en su barrio a los 17 años, después en Tercera División con Cachorros y de ahí al equipo grande de la entidad: el León. Lo ignoraron por su constitución física y después llamó la atención de todos.
Su forma de jugar llegó a los directivos del Guadalajara que en 1984 ya le habían observado. Llegó al Club Deportivo Guadalajara en la temporada 1984-85, fue requerido por el entonces técnico del equipo Alberto Guerra quien también había sido contratado desde la llegada a la administración del equipo por parte de Marcelino García Paniagua. Alberto Guerra, lo pulió y le quitó un vicio que suelen tener los adictos y dominadores del balón: el toque de más.
Jugaba pegado a la banda, encaraba, hacía fintas, perseguía el balón hasta la línea de meta y centraba con tal precisión que sus compañeros sólo tenían que mandarla al fondo de la portería, esa era su misión. Pocas oportunidades tuvo para representar a México en eventos internacionales.
Vio su realización plena cuando Chivas en la temporada 1986-87 ganó su noveno título; después de ese momento se empezó a extinguir hasta que su flama de jugador profesional dejó de registrarse en junio de 1990.
También tuvo participación con la Selección de fútbol de México en partidos como el amistoso contra Corea del Sur en 1981.

## Palmarés

### Campeonatos nacionales
| Título                    | Club                       | País   | Año     |
| ------------------------- | -------------------------- | ------ | ------- |
| Primera división mexicana | Club Deportivo Guadalajara | México | 1986/87 |